# Vilatenim
Vilatenim – miejscowość w Hiszpanii, w Katalonii, w prowincji Girona, w comarce Alt Empordà, w gminie Figueres.
Według danych INE z 2005 roku miejscowość zamieszkiwało 359 osób.
W miejscowości znajduje się kościół romański św. Jana.